# هاونزلو

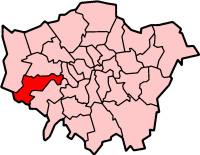
موقع منطقة هونسلو الأدارية بالنسبة لمنطقة لندن العظمى

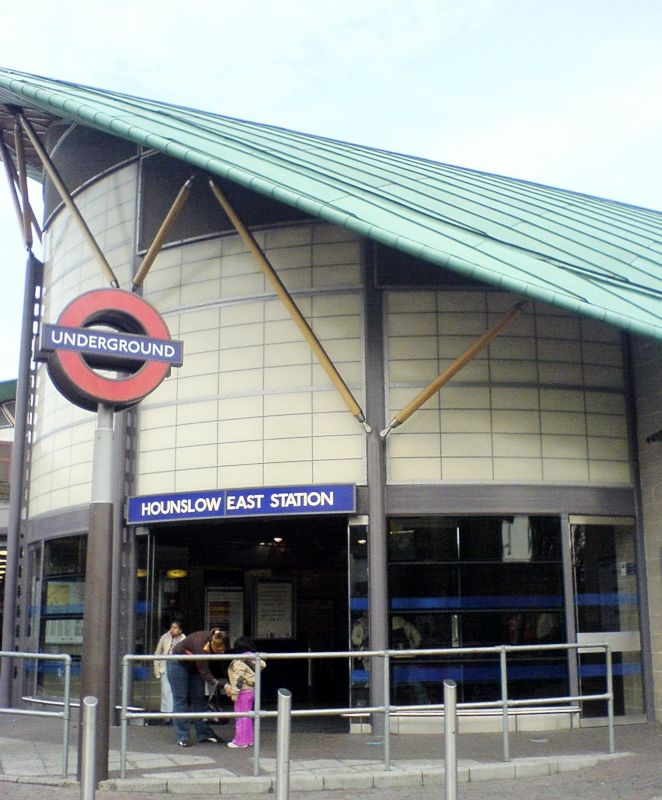
محطة قطار هونزلو أيست

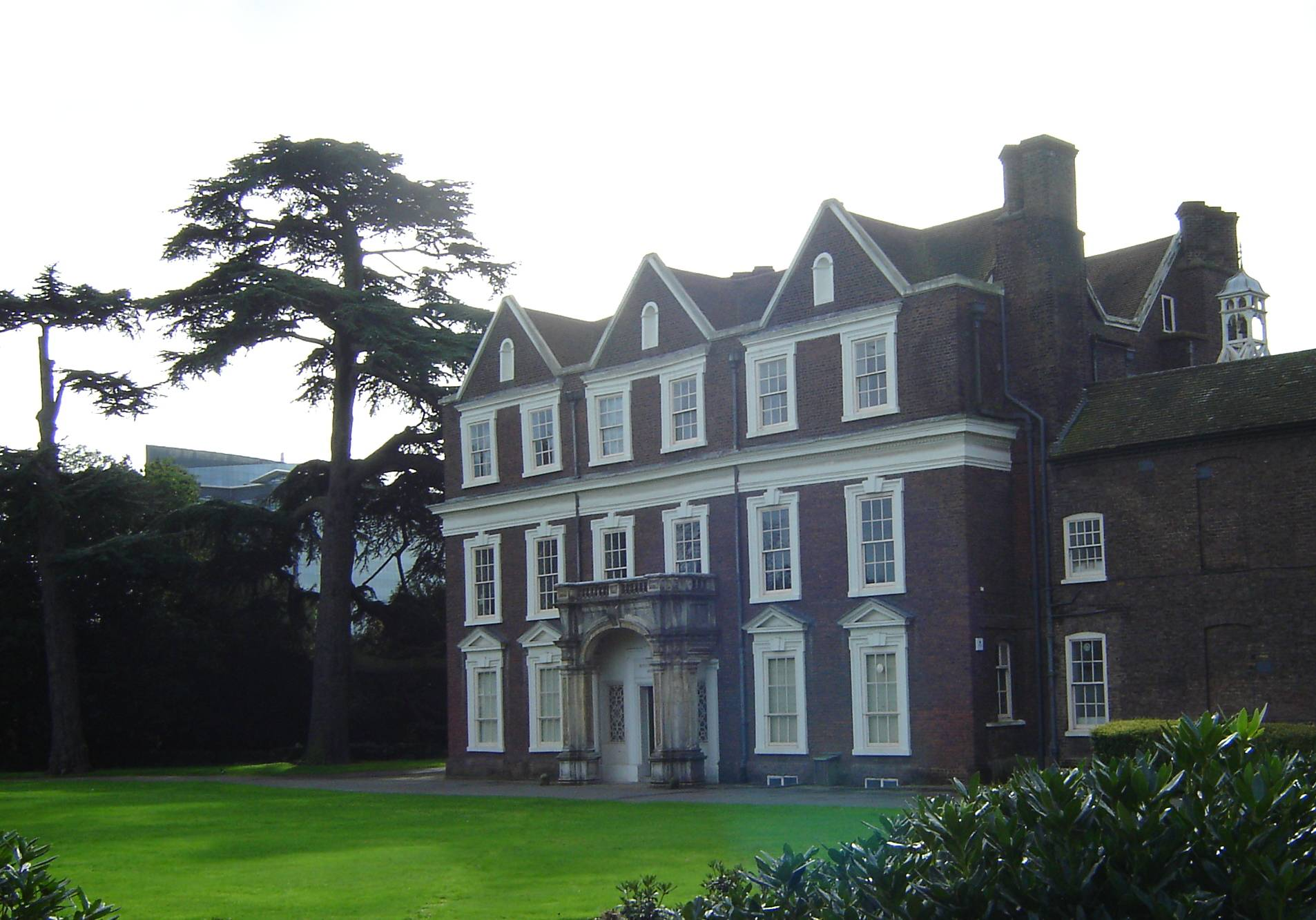
بوستن مانور هاوس أحد المباني الأثرية في برنتفورد، هونزلو

هاونزلو (بالإنجليزية: Hounslow)‏ منطقة (برة) في غرب لندن، معظمها يقع تقليديا في مقاطعة ميدلسكس. يبلغ عدد سكانها 212,341 نسمة حوالي 40% من سكانها هم من غير البيض (الأقليات، من الهنود، والسود، والصينيين وغيرهم).

## حدودها
تجاورها من الشمال بلديتا إيلنغ وهلندن Hillingdon (حيث مطار هيثرو), من الشرق همرسميث أند فولهام Hammersmith and Fulham، من الجنوب ريتشموند Richmond، من الغرب بلدية سبيلثورن Spelthorne التابعة لمقاطعة سري والتي تعتبر أحيانا خارج نطاق لندن الكبرى.

## أهم مناطق هونسلو
- هونزلو سنترال " وفيها مبنى للبلدية الرئيسي ال سيفيك سنتر civic centre.
- هونسلو ايست(هونسلو الشرقية).
- هونسلو ويست(هونسلو الغربية).
- تشيزيك-chiswick: وهي من أغلى مناطق هونسلو بسعر العقار وأقربها إلى مركز مدينة لندن.
- برنت فورد-Brentford.
- ايزلورث-Isleworth
- فلثام-Feltham
- هانورث-Hanworth
- هيستن-Heston
- أوسترلي-osterley
- بدفونت-Bedfont

## مترو أنفاق لندن
تمر في منطقة هونسلو خطان رئيسيان لمترو الأنفاق وهما بيكاديللي(ذو اللون الأزرق) وديستريكت(ذو اللون الأخضر).إضافة إلى خطي قطار رئيسيين هما سيلفر لينك وخط ساوث ويست لندن.

## توأمة
لهاونزلو اتفاقيات توأمة مع كل من:
- إيسي ليه مولينو منذ (1982 - )
- رام الله

## أعلام
- فرد بولوك
- جوسلين بلايفير
- جاي شون
- توني بيتس
- تيم دون
- برنارد منساه